# Stefan Pagels Andersen
Stefan Pagels Andersen (født 8. september 1986) er en dansk skuespiller. Han kendes blandt andet fra sine roller i Min søsters børn i sneen, Min søsters børn i Ægypten og Klatretøsen. Stefan har siden sin deltagelse i "Det andet liv" taget en uddannelse i improvisation fra verdens førende teater iO Chicago. Han har nu åbnet Danmarks første teater i København, der arbejder med improvisation Improv Comedy Copenhagen.

## Filmografi
- Mirakel – 2000
- Min søsters børn – 2001
- Klatretøsen – 2002
- Min søsters børn i sneen – 2002
- Kys kys - kortfilm, 2002
- Min søsters børn i Ægypten – 2004
- Ynglinge - kortfilm, 2006
- Dagen efter - kortfilm, 2009
- Smukke mennesker – 2010
- Et videobånd - kortfilm, 2010
- Ronnie ser på stjernerne - kortfilm, 2011
- Hvidsten Gruppen - 2012
- Den som elsker - kortfilm, 2012
- Mælk - kortfilm, 2013
- Det grå guld - 2013
- Røv & Nøgler - kortfilm, 2013
- Det andet liv - 2014
- Mennesker bliver spist - 2015
- Besøg - 2015